# GRINIFIL
GRINIFIL war der Markenname von Polymeren optischen Fasern (in der DDR Plastlichtleiter genannt). Die Lichtleiter wurden erstmals ab 1974 produziert und waren zu Signal- oder Beleuchtungszwecken über geringe Entfernungen von einigen Metern vorgesehen.

## Herstellung
Die technologischen Grundlagen zur Herstellung von GRINIFIL wurden im VEB Carl Zeiss Jena und im VEB Chemiefaserkombinat Schwarza erforscht. GRINIFIL-Leiter wurden aus Lichtleitfäden auf der Basis von synthetischen Hochpolymeren in einem Schmelzspinnverfahren hergestellt. Die Lichtleiterfäden wurden dabei in einer Kern-Mantelanordnung zusammengeführt. Dabei hatte das Material des Kerns einen höheren Brechungsindex als die Schicht des Mantels. Der Durchmesser des einzelnen Lichtfadens betrug 0,25 mm. Das Fadenbündel wurde von einem Schutzmantel aus undurchsichtigem Polyethylen umgeben. Das Produkt wurde als Lichtleitfäden oder als Lichtleitkabel (Lk) angeboten. Die Lk wurden 1974 in vier Größen hergestellt, wobei der wirksame Durchmesser von 1,25 mm (Außendurchmesser 2,1 mm) bis 2,75 mm (Außendurchmesser 3,7 mm) in Stufen von 0,5 mm anstieg. Die Produktion von GRINIFIL erfolgte im VEB Chemiefaserkombinat Schwarza in Rudolstadt-Schwarza, wo der Stammbetrieb war.

## Wirkprinzip und Eigenschaften
Die Lichtstrahlen, die unter einem bestimmten Winkel zur Längsachse des Kernlichtleiters eintreten, werden an den Grenzflächen des Kernlichtleiters und des Mantels reflektiert und in einer Art eines Zickzackweges im Kernlichtleiter transportiert. Die Transportqualität der Lichtintensität wird von der Qualität der Endflächen des Kernlichtleiters mitbestimmt. Weitere Lichtverluste treten durch die Absorption im Kernlichtleiter in den einzelnen Fäden und durch eine Reflexion an den Stirnflächen auf. Die Lichtintensität bzw. Signaltreue sollte bis auf eine Kabellänge von 12 Metern hinreichend sein.
Das Kabel konnte in verschiedenen Richtungen verlegt werden, wobei der Biegeradius des Kabels mindestens das drei- bis fünffache des jeweiligen Kabeldurchmessers betragen sollte. Falls das Kabel in einer vibrierenden Umgebung oder Dauerbewegung verwendet werden sollte, so sollte der Biegeradius der Verlegung das zehnfache des Kabeldurchmessers betragen. Die Kabel arbeiteten in einer Umgebungstemperatur von −5 bis +70 Grad Celsius ohne größere Störungen. Lag keine mechanische Beanspruchung des Kabels bei der Anwendung vor, war auch eine tiefere Umgebungstemperatur zulässig. Die Arbeitstemperatur sollte +70 Grad Celsius nur kurzfristig überschreiten.
Da GRINIFIL-Lichtkabel ein kaltes Licht abstrahlten, war eine Anwendung in explosionsgefährdender Umgebung zulässig.

## Anwendungen
Die Lichtkabel sollten einen sicheren Lichttransport garantieren, wenn die Eigenschaften des Kabels und die Bedingungen der Montage beachtet wurden. Deshalb war eine Anwendung zu Zwecken der Kontrolle und Überwachung von Geräten und Produktionseinrichtungen geeignet. Auch konnten Signale von Störungsmeldungen und anderen Informationen weitestgehend ohne eine Störanfälligkeit sicher übertragen werden. Deshalb konnten die Lichtkabel in folgenden Zweigen angewandt werden:
- zur Bremslichtkontrolle im Fahrzeugbau
- zur Skalenbeleuchtung in Einrichtungen des Rundfunks und des Fernsehens
- an Bestückungstischen bei der Produktion von Leiterplatten in der Elektrotechnik
- als Reflexsensoren in der Regelungstechnik
- in Geräten für wissenschaftliche Zwecke
- in Geräten der elektronischen Datenverarbeitung